# Listă de nume românești - litera S
Această pagină, supusă continuu îmbunătățirii, conține peste 2600 de nume de familie românești care încep cu litera S.
| Sg - Sgâian (wikt) - Sgaibă (wikt) - Sgâncă (wikt) - Sgârban (wikt) - Sgarbură (wikt) - Sgârcea (wikt) - Sgârcitu (wikt) - Sgârciu (wikt) - Sgârgiu (wikt) - Sgârță (wikt) - Sghihorcea (wikt) - Sgîia (wikt) - Sgîian (wikt) - Sgîrcea (wikt) - Sgîrcitu (wikt) - Sgîrdea (wikt) - Sglimbea (wikt) - Sgondea (wikt) - Sgorcea (wikt) - Sgripcea (wikt) - Sgubea (wikt) - Sgură (wikt) | Si - Siara (wikt) - Sibian (wikt) - Sibianu (wikt) - Sibiceanu (wikt) - Sibichi (wikt) - Sibicianu (wikt) - Sibinescu (wikt) - Sibionu (wikt) - Sibișan (wikt) - Sibișanu (wikt) - Sibiștean (wikt) - Siboiu (wikt) - Sicean (wikt) - Sichigea (wikt) - Sichim (wikt) - Sichițiu (wikt) - Siciu (wikt) - Siclitaru (wikt) - Sicoe (wikt) - Sicoie (wikt) - Sicora (wikt) - Sicra (wikt) - Sicre (wikt) - Sicrieru (wikt) - Sida (wikt) - Sidău (wikt) - Sidea (wikt) - Sidlec (wikt) - Format:Sidor - Sidorencu (wikt) - Sidoriuc (wikt) - Sidorof (wikt) - Siean (wikt) - Siescu (wikt) - Sigartău (wikt) - Sigea (wikt) - Sighete (wikt) - Sigheti (wikt) - Sighiartău (wikt) - Sighinaș (wikt) - Sighior (wikt) - Sighișorean (wikt) - Sigmerean (wikt) - Sigmirean (wikt) - Signeanu (wikt) - Sihleanu (wikt) - Sihotă (wikt) - Silache (wikt) - Silachi (wikt) - Silaghe (wikt) - Silaghi (wikt) - Silai (wikt) - Silaș (wikt) - Silași (wikt) - Silbie (wikt) - Silea (wikt) - Sileam (wikt) - Silean (wikt) - Sileanu (wikt) - Silegeanu (wikt) - Silghi (wikt) - Silianovici (wikt) - Silinescu (wikt) - Silinestru (wikt) - Silion (wikt) - Silionescu (wikt) - Siliște (wikt) - Silișteanu (wikt) - Silistră (wikt) - Silistranu (wikt) - Silistraru (wikt) - Silistru (wikt) - Silitră (wikt) - Silivaș (wikt) - Silivășan (wikt) - Silivestru (wikt) - Siloci (wikt) - Siloși (wikt) - Silvan (wikt) - Silvaș (wikt) - Silvășan (wikt) - Silvășanu (wikt) - Silvăstan (wikt) - Silvăstru (wikt) - Silveanu (wikt) - Silveșan (wikt) - Silvestreanu (wikt) - Silvestrovici (wikt) - Silvestru (wikt) - Silvian (wikt) - Silvinschi (wikt) - Silviștean (wikt) - Sim (wikt) - Sima (wikt) - Simache (wikt) - Simăn (wikt) - Simanu (wikt) - Simaș (wikt) - Simatiuc (wikt) - Simatu (wikt) - Simcea (wikt) - Sime (wikt) - Simea (wikt) - Simedrea (wikt) - Simedreanu (wikt) - Simedria (wikt) - Simedriana (wikt) - Simedru (wikt) - Simeniuc (wikt) - Simerea (wikt) - Simeria (wikt) - Simescu (wikt) - Simian (wikt) - Simianțu (wikt) - Simianu (wikt) - Simicaru (wikt) - Simicin (wikt) - Simiciuc (wikt) - {{rwl\|Simigiu - Format:Simiganoschi - Similache (wikt) - Similachi (wikt) - Similaru (wikt) - Similea (wikt) - Simileanu (wikt) - Similie (wikt) - Simin (wikt) - Simina (wikt) - Siminciuc (wikt) - Siminea (wikt) - Siminel (wikt) - Siminescu (wikt) - Siminic (wikt) - Siminicariu (wikt) - Siminicaru (wikt) - Siminiceanu (wikt) - Siminicianu (wikt) - Siminiciuc (wikt) - Siminie (wikt) - Simininschi (wikt) - Siminischi (wikt) - Siminiț (wikt) - Siminiuc (wikt) - Simioana (wikt) - Simioană (wikt) - Simiocencu (wikt) - Simion (wikt) - Simiona (wikt) - Simionaș (wikt) - Simionca (wikt) - Simionea (wikt) - Simioneasa (wikt) - Simionel (wikt) - Simionesc (wikt) - Simionescu (wikt) - Simionesei (wikt) - Simionhescu (wikt) - Simionic (wikt) - Simionică (wikt) - Simioniuc (wikt) - Simionof (wikt) - Simionovici (wikt) - Simionuc (wikt) - Simirad (wikt) - Simiraș (wikt) - Simireanu (wikt) - Simirianu (wikt) - Simișdean (wikt) - Simiti (wikt) - Simitroc (wikt) - Simiuc (wikt) - Simiușcă (wikt) - Simiz (wikt) - Simizeanu (wikt) - Simniceanu (wikt) - Simoiu (wikt) - Simona (wikt) - Simonel (wikt) - Simoniac (wikt) - Simonică (wikt) - Simonovici (wikt) - Simota (wikt) - Simovici (wikt) - Simpalea (wikt) - Simpliceanu (wikt) - Simu (wikt) - Simulescu (wikt) - Simuț (wikt) - Simuți (wikt) - Simuțiu (wikt) - Sinaia (wikt) - Sindea (wikt) - Sindică (wikt) - Sindreștean (wikt) - Sinea (wikt) - Sinescu (wikt) - Sinevici (wikt) - Singereanu (wikt) - Singeroran (wikt) - Singuran (wikt) - Singureanu (wikt) - Singurel (wikt) - Singurelu (wikt) - Siniavschi (wikt) - Siniștean (wikt) - Sinițaru (wikt) - Sinoi (wikt) - Sinoiu (wikt) - Sinorchian (wikt) - Sinulescu (wikt) - Sion (wikt) - Sionca (wikt) - Sioteanu (wikt) - Sipeanu (wikt) - Sipiciu (wikt) - Sipo (wikt) - Siportan (wikt) - Sipoș (wikt) - Sirachi (wikt) - Sireanu (wikt) - Sirețchi (wikt) - Siretean (wikt) - Sireteanu (wikt) - Sirețeanu (wikt) - Sirețel (wikt) - Sirițanu (wikt) - Sirițeanu (wikt) - Sirițianu (wikt) - Sirop (wikt) - Sirtosu (wikt) - Siru (wikt) - Sirigu (wikt) - Siserman (wikt) - Sit (wikt) - Sită (wikt) - Sitan (wikt) - Sitar (wikt) - Sitariu (wikt) - Sitaru (wikt) - Sitău (wikt) - Sitea (wikt) - Siteavu (wikt) - Siulea (wikt) - Sivriu (wikt) - Sivu (wikt) - Sivulcă (wikt) | Sî - Sîcîială (wikt) - Sîhotă (wikt) - Sîia (wikt) - Sîicu (wikt) - Sîiu (wikt) - Sîma (wikt) - Sîmbeteanu (wikt) - Sîmboan (wikt) - Sîmbotelecan (wikt) - Sîmbotin (wikt) - Sîmbouan (wikt) - Sîmihăian (wikt) - Sîmihățan (wikt) - Sîmpălean (wikt) - Sîmpetrean (wikt) - Sîmpetru (wikt) - Sîmplăcean (wikt) - Sîmtion (wikt) - Sîmulete (wikt) - Sîn-Dumitru (wikt) - Sîn-Gheorghe (wikt) - Sînă (wikt) - Sînbotin (wikt) - Sînc (wikt) - Sîncă (wikt) - Sînceac (wikt) - Sîncrăian (wikt) - Sîncrăianu (wikt) - Sîncu (wikt) - Sîndean (wikt) - Sîndreștean (wikt) - Sîndumitru (wikt) - Sînea (wikt) - Sîngeap (wikt) - Sîngeorzan (wikt) - Sîngepanu (wikt) - Sîngepeanu (wikt) - Sîngerean (wikt) - Sîngurelu (wikt) - Sîniecobean (wikt) - Sînmărghițan (wikt) - Sînmihăian (wikt) - Sînorchian (wikt) - Sînpălean (wikt) - Sînpetrean (wikt) - Sînpetru (wikt) - Sîntămărean (wikt) - Sîntămărian (wikt) - Sîntăoan (wikt) - Sîntea (wikt) - Sîntean (wikt) - Sînteioana (wikt) - Sîntejudean (wikt) - Sîntimbrean (wikt) - Sîntimbreanu (wikt) - Sîntion (wikt) - Sîntionean (wikt) - Sîntioneanu (wikt) - Sîntoader (wikt) - Sîntoma (wikt) - Sîntu (wikt) - Sînvasile (wikt) - Sînza (wikt) - Sînzianu (wikt) - Sîrb (wikt) - Sîrban (wikt) - Sîrbescu (wikt) - Sîrbitu (wikt) - Sîrboiu (wikt) - Sîrbov (wikt) - Sîrbovan (wikt) - Sîrbu (wikt) - Sîrbuc (wikt) - Sîrbulescu (wikt) - Sîrbuleț (wikt) - Sîrbușcă (wikt) - Sîrca (wikt) - Sîrcă (wikt) - Sîrcu (wikt) - Sîrdea (wikt) - Sîrghe (wikt) - Sîrghea (wikt) - Sîrgheanu (wikt) - Sîrghi (wikt) - Sîrghia (wikt) - Sîrghian (wikt) - Sîrghie (wikt) - Sîrghii (wikt) - Sîrîeac (wikt) - Sîrmă (wikt) - Sîrmei (wikt) - Sîrmon (wikt) - Sîru (wikt) - Sîscreianu (wikt) - Sîsîiac (wikt) | Sl - Slăbescu (wikt) - Slabu (wikt) - Slăbuțu (wikt) - Slădariu (wikt) - Slădescu (wikt) - Slăminoiu (wikt) - Slamnă (wikt) - Slămnoiu (wikt) - Slăniceanu (wikt) - Slăniloiu (wikt) - Slănină (wikt) - Slapciu (wikt) - Slătaru (wikt) - Slătculescu (wikt) - Slate (wikt) - Slătescu (wikt) - Slatină (wikt) - Slătinaru (wikt) - Slătineanu (wikt) - Slătiorescu (wikt) - Slava (wikt) - Slăvaș (wikt) - Slăveanu (wikt) - Slavei (wikt) - Slăvei (wikt) - Slăvescu (wikt) - Slavici (wikt) - Slăvilă (wikt) - Slăvițescu (wikt) - Slăvoacă (wikt) - Slăvoi (wikt) - Slăvoia (wikt) - Slăvoiu (wikt) - Slavu (wikt) - Slăvulete (wikt) - Slăvuțeanu (wikt) - Slăvuțescu (wikt) - Sleșareu (wikt) - Slevaș (wikt) - Slevoacă (wikt) - Slic (wikt) - Slicaru (wikt) - Slimac (wikt) - Slivilescu (wikt) - Slivinschi (wikt) - Slivneanu (wikt) - Slobodeanu (wikt) - Slobodnicu (wikt) - Slobozeanu (wikt) - Slobozianu (wikt) - Slodoneanu (wikt) - Slonaru (wikt) - Sloneanu (wikt) - Slotea (wikt) - Slotvinschi (wikt) - Slujitor (wikt) - Slujitoru (wikt) - Slupechi (wikt) - Slura (wikt) - Slușanchi (wikt) - Slusar (wikt) - Slutu (wikt) | Sm - Smăchină (wikt) - Smad (wikt) - Smadici (wikt) - Smădoi (wikt) - Smădoiu (wikt) - Smâdu (wikt) - Smahon (wikt) - Smalenic (wikt) - Smântână (wikt) - Smarand (wikt) - Smaranda (wikt) - Smarandache (wikt) - Smărăndache (wikt) - Smărăndăchiescu (wikt) - Smărăndeanu (wikt) - Smărăndescu (wikt) - Smărăndoiu (wikt) - Smârdan (wikt) - Smău (wikt) - Smead (wikt) - Smechea (wikt) - Smecicaș (wikt) - Smed (wikt) - Smedescu (wikt) - Smedoiu (wikt) - Smeeianu (wikt) - Smeianu (wikt) - Smera (wikt) - Smerea (wikt) - Smerică (wikt) - Smeriga (wikt) - Smetcaș (wikt) - Smeu (wikt) - Smeureanu (wikt) - Smîdu (wikt) - Smîntînă (wikt) - Smîrcea (wikt) - Smîrcu (wikt) - Smirea (wikt) - Smirnă (wikt) - Smirnea (wikt) - Smoc (wikt) - Smochină (wikt) - Smoleac (wikt) - Smolean (wikt) - Smoleanu (wikt) - Smoliac (wikt) - Smolii (wikt) - Smotescu (wikt) - Smuc (wikt) - Smunchin (wikt) | Sn - Snegur (wikt) - Snigur (wikt) - Snop (wikt) - Snopu (wikt) | So - Soacaci (wikt) - Soaee (wikt) - Soalcă (wikt) - Soane (wikt) - Soare (wikt) - Sobadaș (wikt) - Sobariu (wikt) - Sobaru (wikt) - Sobo (wikt) - Sobolu (wikt) - Soca (wikt) - Socaci (wikt) - Socaciu (wikt) - Socalici (wikt) - Socar (wikt) - Socareva (wikt) - Socariceanu (wikt) - Socarici (wikt) - Socațiu (wikt) - Socea (wikt) - Soceanu (wikt) - Soceneanțu (wikt) - Soceneanu (wikt) - Socheri (wikt) - Sochircă (wikt) - Soci (wikt) - Socianu (wikt) - Socican (wikt) - Socîte (wikt) - Sociu (wikt) - Socodol (wikt) - Socol (wikt) - Socolacu (wikt) - Socolan (wikt) - Socolean (wikt) - Socoleanu (wikt) - Socolescu (wikt) - Socoliu (wikt) - Socoliuc (wikt) - Socolovschi (wikt) - Socor (wikt) - Socoriceanu (wikt) - Socotar (wikt) - Socoteanu (wikt) - Socotinschi (wikt) - Sodoleanu (wikt) - Soescu (wikt) - Sofâlcă (wikt) - Sofia (wikt) - Sofian (wikt) - Sofianu (wikt) - Sofica (wikt) - Sofican (wikt) - Sofieanu (wikt) - Sofineț (wikt) - Sofron (wikt) - Sofronariu (wikt) - Sofrone (wikt) - Sofronea (wikt) - Sofronia (wikt) - Sofroniciu (wikt) - Sofronie (wikt) - Sohan (wikt) - Sohodoleanu (wikt) - Sohoran (wikt) - Sohoreanu (wikt) - Sohorianu (wikt) - Soișu (wikt) - Soiu (wikt) - Solcaci (wikt) - Solcan (wikt) - Solcanu (wikt) - Soldatu (wikt) - Solescu (wikt) - Solimon (wikt) - Solmoșan (wikt) - Solnițaru (wikt) - Soloceanu (wikt) - Solohan (wikt) - Solomei (wikt) - Solomeș (wikt) - Solomia (wikt) - Solomie (wikt) - Solomiea (wikt) - Solomiu (wikt) - Solomon (wikt) - Solomonean (wikt) - Solomoneanu (wikt) - Solomonescu (wikt) - Solon (wikt) - Solonar (wikt) - Solonaru (wikt) - Soloș (wikt) - Soloși (wikt) - Solovăstru (wikt) - Soloveanu (wikt) - Solovei (wikt) - Soloveiu (wikt) - Soloviuc (wikt) - Soltan (wikt) - Soma (wikt) - Somai (wikt) - Someș (wikt) - Someșan (wikt) - Someșanu (wikt) - Someșfălean (wikt) - Somnea (wikt) - Somnu (wikt) - Somorai (wikt) - Somoșan (wikt) - Son (wikt) - Sonea (wikt) - Sonei (wikt) - Soneriu (wikt) - Sonia (wikt) - Sonică (wikt) - Sonohat (wikt) - Sonu (wikt) - Sopoian (wikt) - Sopon (wikt) - Soponar (wikt) - Soponariu (wikt) - Soponaru (wikt) - Soponea (wikt) - Soponoș (wikt) - Soporan (wikt) - Sopoțeanu (wikt) - Soreni (wikt) - Sorescu (wikt) - Sorgonițu (wikt) - Sorian (wikt) - Sorin (wikt) - Sorincău (wikt) - Sorinchescu (wikt) - Sorinchici (wikt) - Soroceanu (wikt) - Sorocianu (wikt) - Sorohan (wikt) - Soroșeanu (wikt) - Soroștineanu (wikt) - Soroștirean (wikt) - Sota (wikt) - Soțan (wikt) - Sotea (wikt) - Sotirescu (wikt) - Sovejan (wikt) - Sovejanu (wikt) | Sp - Spaciu (wikt) - Spahiu (wikt) - Spăimuș (wikt) - Spălățelu (wikt) - Spălatu (wikt) - Spălnăcan (wikt) - Spălnăcean (wikt) - Spăloiu (wikt) - Spanache (wikt) - Spanachi (wikt) - Spânciu (wikt) - Spandole (wikt) - Spâneiu (wikt) - Spânoche (wikt) - Spânoiu (wikt) - Spânu (wikt) - Spârchez (wikt) - Spărios (wikt) - Spârlea (wikt) - Spârleanu (wikt) - Spârlează (wikt) - Spârnăceană (wikt) - Sparui (wikt) - Spășenie (wikt) - Spasici (wikt) - Spătăcean (wikt) - Spătăceanu (wikt) - Spătăcian (wikt) - Spătar (wikt) - Spătăreanu (wikt) - Spătărel (wikt) - Spătărelu (wikt) - Spătărescu (wikt) - Spătari (wikt) - Spătariu (wikt) - Spătăroiu (wikt) - Spătaru (wikt) - Spătarul (wikt) - Spăteru (wikt) - Spătoiu (wikt) - Spățoiu (wikt) - Speianu (wikt) - Spelbu (wikt) - Spelbuș (wikt) - Spelbuși (wikt) - Sperchez (wikt) - Speriatu (wikt) - Sperilă (wikt) - Speriuș (wikt) - Speriuși (wikt) - Sperla (wikt) - Spermezan (wikt) - Sperneac (wikt) - Sperniac (wikt) - Spetcu (wikt) - Speteanu (wikt) - Spiac (wikt) - Spiciuc (wikt) - Spighel (wikt) - Spin (wikt) - Spînache (wikt) - Spînciu (wikt) - Spinean (wikt) - Spineanu (wikt) - Spinei (wikt) - Spineiu (wikt) - Spineni (wikt) - Spinescu (wikt) - Spînoche (wikt) - Spînoiu (wikt) - Spinosu (wikt) - Spînțulescu (wikt) - Spînu (wikt) - Spînul (wikt) - Spînulete (wikt) - Spira (wikt) - Spirache (wikt) - Spîrache (wikt) - Spirală (wikt) - Spîrcaci (wikt) - Spîrchez (wikt) - Spircu (wikt) - Spirea (wikt) - Spireag (wikt) - Spirescu (wikt) - Spirido (wikt) - Spiridon (wikt) - Spiridonescu (wikt) - Spiridonică (wikt) - Spîrlea (wikt) - Spîrleanu (wikt) - Spiroiu (wikt) - Spiru (wikt) - Spiță (wikt) - Spițelnicu (wikt) - Splicea (wikt) - Spoeală (wikt) - Spoială (wikt) - Sporea (wikt) - Sporici (wikt) - Sporiș (wikt) - Sporiși (wikt) - Spornic (wikt) - Sposib (wikt) - Sprânceană (wikt) - Sprâncenătoaia (wikt) - Sprâncenatu (wikt) - Sprâncenu (wikt) - Sprianu (wikt) - Sprînceană (wikt) - Sprîncenat (wikt) - Sprîncenatu (wikt) - Sprîncu (wikt) - Sprînjan (wikt) - Sprînjean (wikt) - Sprințăroiu (wikt) - Sprințeroiu (wikt) - Sprințu (wikt) - Spudercă (wikt) - Spulbăr (wikt) - Spulber (wikt) - Spulbere (wikt) - Spumă (wikt) - Spuză (wikt) |

| St - Stăcescu (wikt) - Stache (wikt) - Stachie (wikt) - Stăcuți (wikt) - Stadoleanu (wikt) - Stăetu (wikt) - Stafie (wikt) - Stafiescu (wikt) - Stafta (wikt) - Stahie (wikt) - Stahiescu (wikt) - Staianovici (wikt) - Staic (wikt) - Staica (wikt) - Staici (wikt) - Staicu (wikt) - Stăiculescu (wikt) - Stăicuț (wikt) - Stăicuți (wikt) - Stăicuțoiu (wikt) - Stăjan (wikt) - Stăjerean (wikt) - Stăjeriu (wikt) - Stalea (wikt) - Stălinescu (wikt) - Stălniceanu (wikt) - Stalomir (wikt) - Stâlpeanu (wikt) - Stama (wikt) - Stamat (wikt) - Stamatachi (wikt) - Stamate (wikt) - Stamatescu (wikt) - Stamati (wikt) - Stamatiad (wikt) - Stamatian (wikt) - Stamatie (wikt) - Stamatil (wikt) - Stamatin (wikt) - Stamatiu (wikt) - Stamatoiu (wikt) - Stămătoiu (wikt) - Stamboală (wikt) - Stămbulescu (wikt) - Stamenca (wikt) - Stamu (wikt) - Stan (wikt) - Stana (wikt) - Stanacu (wikt) - Stănăgoi (wikt) - Stănăgui (wikt) - Stănaia (wikt) - Stănărîngă (wikt) - Stănășel (wikt) - Stanc (wikt) - Stanca (wikt) - Stâncă (wikt) - Stăncel (wikt) - Stâncel (wikt) - Stâncele (wikt) - Stăncescu (wikt) - Stăncesu (wikt) - Stănchescu (wikt) - Stanchi (wikt) - Stanci (wikt) - Stancic (wikt) - Stanciciu (wikt) - Stăncicu (wikt) - Stăncilă (wikt) - Stăncioi (wikt) - Stăncioiu (wikt) - Stăncioni (wikt) - Stanciu (wikt) - Stanciuc (wikt) - Stănciuc (wikt) - Stănciucu (wikt) - Stanciug (wikt) - Stănciugel (wikt) - Stănciugelu (wikt) - Stănciulaș (wikt) - Stănciulea (wikt) - Stănciulescu (wikt) - Stânciulescu (wikt) - Stănciulete (wikt) - Stancoane (wikt) - Stancovici (wikt) - Stancu (wikt) - Stănculea (wikt) - Stănculeanu (wikt) - Stănculeasa (wikt) - Stănculesc (wikt) - Stănculescu (wikt) - Stănculeț (wikt) - Stănculete (wikt) - Stănculețu (wikt) - Stăncuna (wikt) - Stăncurel (wikt) - Stăncuț (wikt) - Stăncuța (wikt) - Stăncuțu (wikt) - Stânea (wikt) - Stănean (wikt) - Stânean (wikt) - Stănease (wikt) - Stăneață (wikt) - Stăneci (wikt) - Stanef (wikt) - Stănei (wikt) - Stănel (wikt) - Stanemir (wikt) - Stănescu (wikt) - Stănese (wikt) - Stănete (wikt) - Stângă (wikt) - Stângăceanu (wikt) - Stângaci (wikt) - Stăngăcianu (wikt) - Stângăcianu (wikt) - Stângaciu (wikt) - Stângagiu (wikt) - Stângescu (wikt) - Stângu (wikt) - Stânguleasa (wikt) - Stângulescu (wikt) - Stani (wikt) - Stănică (wikt) - Stănicel (wikt) - Stanici (wikt) - Stănici (wikt) - Stăniciu (wikt) - Stănicoaia (wikt) - Stănicuț (wikt) - Stănilă (wikt) - Stăniloae (wikt) - Stăniloaie (wikt) - Stăniloiu (wikt) - Stanimir (wikt) - Stănimir (wikt) - Stăniș (wikt) - Stănișel (wikt) - Stanislav (wikt) - Stănișoară (wikt) - Stănișor (wikt) - Stânișor (wikt) - Stăniște (wikt) - Stănișteanu (wikt) - Stăniț (wikt) - Stăniță (wikt) - Stănoae (wikt) - Stănoaia (wikt) - Stănoaie (wikt) - Stănoi (wikt) - Stănoiu (wikt) - Stanomir (wikt) - Stanomirescu (wikt) - Stanță (wikt) - Stanțieru (wikt) - Stanu (wikt) - Stănuc (wikt) - Stănucă (wikt) - Stânuescu (wikt) - Stănuică (wikt) - Stănulescu (wikt) - Stănuleț (wikt) - Stănulețiu (wikt) - Stănulică (wikt) - Stănuș (wikt) - Stănuși (wikt) - Stănușoiu (wikt) - Stănuț (wikt) - Stănuța (wikt) - Stănuță (wikt) - Stârc (wikt) - Stârcă (wikt) - Stârcea (wikt) - Stârceanu (wikt) - Stârcescu (wikt) - Starcu (wikt) - Starej (wikt) - Stareț (wikt) - Stărică (wikt) - Stariș (wikt) - Staronschi (wikt) - Stârparu (wikt) - Stărpu (wikt) - Stăruială (wikt) - Statache (wikt) - State (wikt) - Stătescu (wikt) - Stati (wikt) - Stătică (wikt) - Statie (wikt) - Stativă (wikt) - Statnicu (wikt) - Stătulescu (wikt) - Stăuceani (wikt) - Stauceanu (wikt) - Stăuceanu (wikt) - Stăucianu (wikt) - Stavăr (wikt) - Stăvar (wikt) - Stavarache (wikt) - Stăvărache (wikt) - Stavarachi (wikt) - Stăvărachi (wikt) - Stăvăroiu (wikt) - Stăvaru (wikt) - Stăvianu (wikt) - Stavilă (wikt) - Stăvila (wikt) - Stavomirescu (wikt) - Stavraca (wikt) - Stavrache (wikt) - Stavri (wikt) - Stavrositu (wikt) - Steclari (wikt) - Steclariu (wikt) - Steclaru (wikt) - Stecluș (wikt) - Stecuiu (wikt) - Stefanachi (wikt) - Stefanici (wikt) - Stega (wikt) - Stegărescu (wikt) - Stegariu (wikt) - Stegăroiu (wikt) - Stegaru (wikt) - Stegăruș (wikt) - Stegeran (wikt) - Stehan (wikt) - Steica (wikt) - Stejar (wikt) - Stejăreanu (wikt) - Stejărel (wikt) - Stejărescu (wikt) - Stejaru (wikt) - Stejarul (wikt) - Stejeran (wikt) - Stejerean (wikt) - Stejerel (wikt) - Stejerică (wikt) - Stelan (wikt) - Stelaru (wikt) - Stelea (wikt) - Steleac (wikt) - Stelejan (wikt) - Stelescu (wikt) - Stelia (wikt) - Stelian (wikt) - Stelianide (wikt) - Stelnicean (wikt) - Stelniceanu (wikt) - Stemata (wikt) - Stemate (wikt) - Stematiu (wikt) - Stemescu (wikt) - Stenoiu (wikt) - Steoiu (wikt) - Steopan (wikt) - Stepa (wikt) - Stepan (wikt) - Stepănescu (wikt) - Stepca (wikt) - Sterca (wikt) - Stercoci (wikt) - Stere (wikt) - Sterea (wikt) - Sterescu (wikt) - Sterghiu (wikt) - Steriad (wikt) - Steriade (wikt) - Sterian (wikt) - Sterie (wikt) - Steriu (wikt) - Sterp (wikt) - Sterpan (wikt) - Sterpu (wikt) - Steva (wikt) - Stevăr (wikt) - Stian (wikt) - Stiau (wikt) - Stica (wikt) - Stican (wikt) - Sticea (wikt) - Sticescu (wikt) - Sticheci (wikt) - Stici (wikt) - Sticlariu (wikt) - Sticlaru (wikt) - Stigleț (wikt) - Stîlparu (wikt) - Stîlpeanu (wikt) - Stimeriu (wikt) - Stimut (wikt) - Stîmuț (wikt) - Stînă (wikt) - Stinan (wikt) - Stîncel (wikt) - Stîncescu (wikt) - Stînea (wikt) - Stînean (wikt) - Stîngă (wikt) - Stîngăceanu (wikt) - Stîngaci (wikt) - Stîngăcianu (wikt) - Stîngaciu (wikt) - Stîngău (wikt) - Stinghe (wikt) - Stingheriu (wikt) - Stinghiuță (wikt) - Stîngu (wikt) - Stîngulescu (wikt) - Stînguță (wikt) - Stîniguță (wikt) - Stioca (wikt) - Stiopul (wikt) - Stîrc (wikt) - Stîrcea (wikt) - Stîrceanu (wikt) - Stîrcescu (wikt) - Stîrcu (wikt) - Stireciu (wikt) - Stîrlici (wikt) - Stiroșu (wikt) - Stiva (wikt) - Stoboran (wikt) - Stoca (wikt) - Stocan (wikt) - Stocata (wikt) - Stocheci (wikt) - Stochiceanu (wikt) - Stochieciu (wikt) - Stochină (wikt) - Stochirlea (wikt) - Stochița (wikt) - Stochiță (wikt) - Stochițoiu (wikt) - Stoe (wikt) - Stoea (wikt) - Stoean (wikt) - Stoeana (wikt) - Stoechici (wikt) - Stoenac (wikt) - Stoencea (wikt) - Stoenciu (wikt) - Stoene (wikt) - Stoenel (wikt) - Stoenescu (wikt) - Stoenete (wikt) - Stoeni (wikt) - Stoenică (wikt) - Stoenoiu (wikt) - Stoescu (wikt) - Stogoșelu (wikt) - Stoi (wikt) - Stoia (wikt) - Stoiacovici (wikt) - Stoian (wikt) - Stoiana (wikt) - Stoianovici (wikt) - Stoica (wikt) - Stoican (wikt) - Stoicana (wikt) - Stoicănel (wikt) - Stoicănescu (wikt) - Stoicănoiu (wikt) - Stoicea (wikt) - Stoicescu (wikt) - Stoicheci (wikt) - Stoicheciu (wikt) - Stoichescu (wikt) - Stoichicescu (wikt) - Stoichici (wikt) - Stoichină (wikt) - Stoichița (wikt) - Stoichiță (wikt) - Stoichițescu (wikt) - Stoichițiu (wikt) - Stoichițoiu (wikt) - Stoici (wikt) - Stoiciu (wikt) - Stoiciuc (wikt) - Stoicoci (wikt) - Stoicof (wikt) - Stoicoiu (wikt) - Stoicon (wikt) - Stoiconi (wikt) - Stoiconiu (wikt) - Stoicovici (wikt) - Stoicoviciu (wikt) - Stoicu (wikt) - Stoiculeasa (wikt) - Stoiculeasă (wikt) - Stoiculescu (wikt) - Stoicuț (wikt) - Stoicuță (wikt) - Stoie (wikt) - Stoiean (wikt) - Stoienescu (wikt) - Stoienică (wikt) - Stoika (wikt) - Stoilă (wikt) - Stoilescu (wikt) - Stoinea (wikt) - Stoineanu (wikt) - Stoinel (wikt) - Stoinescu (wikt) - Stoinoiu (wikt) - Stoinu (wikt) - Stoisin (wikt) - Stoișor (wikt) - Stoiță (wikt) - Stoițescu (wikt) - Stoiția (wikt) - Stoiu (wikt) - Stoler (wikt) - Stoleri (wikt) - Stoleriu (wikt) - Stoleru (wikt) - Stolnean (wikt) - Stolneanu (wikt) - Stolnic (wikt) - Stolniceanu (wikt) - Stolnici (wikt) - Stolniciu (wikt) - Stolnicu (wikt) - Stolojan (wikt) - Stolojanu (wikt) - Stolojescu (wikt) - Stomac (wikt) - Stoneciu (wikt) - Stonel (wikt) - Stonescu (wikt) - Storcer (wikt) - Storescu (wikt) - Storia (wikt) - Storie (wikt) - Storiștianu (wikt) - Storociuc (wikt) - Storogan (wikt) - Storuș (wikt) - Strachină (wikt) - Strat (wikt) - Străchinar (wikt) - Străchinariu (wikt) - Străchinaru (wikt) - Străchineș (wikt) - Străchinescu (wikt) - Straciuc (wikt) - Strâcmă (wikt) - Strâcnă (wikt) - Strădăescu (wikt) - Stradaovici (wikt) - Străduț (wikt) - Strafalogea (wikt) - Stragea (wikt) - Străhăianu (wikt) - Strahotin (wikt) - Străin (wikt) - Străinescu (wikt) - Străinu (wikt) - Străistaru (wikt) - Străițariu (wikt) - Strajă (wikt) - Străjan (wikt) - Străjean (wikt) - Străjer (wikt) - Străjerică (wikt) - Străjeriu (wikt) - Străjeru (wikt) - Străjescu (wikt) - Strâmbeanu (wikt) - Strâmbei (wikt) - Strâmboaia (wikt) - Strâmbu (wikt) - Strâmtu (wikt) - Strânbei (wikt) - Strani (wikt) - Straniciuc (wikt) - Stranistraru (wikt) - Stranomia (wikt) - Străoană (wikt) - Străoanu (wikt) - Străpungere (wikt) - Stratan (wikt) - Strate (wikt) - Străteanu (wikt) - Stratia (wikt) - Strătică (wikt) - Straticiuc (wikt) - Strătilă (wikt) - Strătilescu (wikt) - Stratomir (wikt) - Straton (wikt) - Stratone (wikt) - Stratu (wikt) - Stratulă (wikt) - Strătulă (wikt) - Stratulat (wikt) - Strătulat (wikt) - Strău (wikt) - Străulea (wikt) - Străuneanu (wikt) - Străuș (wikt) - Străuț (wikt) - Străuțiu (wikt) - Strava (wikt) - Stravi (wikt) - Străvoiu (wikt) - Stravrache (wikt) - Streajă (wikt) - Streamță (wikt) - Streașină (wikt) - Streață (wikt) - Streche (wikt) - Strechea (wikt) - Strecheanu (wikt) - Strechie (wikt) - Stredie (wikt) - Strehăeanu (wikt) - Strehăianu (wikt) - Streian (wikt) - Streianu (wikt) - Streijac (wikt) - Strein (wikt) - Streinescu (wikt) - Streinu (wikt) - Streja (wikt) - Strejă (wikt) - Strejac (wikt) - Strejariu (wikt) - Strejaru (wikt) - Strejer (wikt) - Strejescu (wikt) - Strejnicu (wikt) - Stremțan (wikt) - Strențan (wikt) - Strepede (wikt) - Streșină (wikt) - Streșnă (wikt) - Stretcu (wikt) - Strețe (wikt) - Strețean (wikt) - Streulea (wikt) - Streza (wikt) - Strezea (wikt) - Strezoiu (wikt) - Strhaianu (wikt) - Strian (wikt) - Stribat (wikt) - Striblea (wikt) - Stribulescu (wikt) - Stricat (wikt) - Stricatu (wikt) - Stricescu (wikt) - Strigoi (wikt) - Strihan (wikt) - Strîmb (wikt) - Strîmbeanu (wikt) - Strîmbei (wikt) - Strîmbeschi (wikt) - Strîmbu (wikt) - Strîmbul (wikt) - Strîmptu (wikt) - Strîmtu (wikt) - Strin (wikt) - Strînbei (wikt) - Strinoiu (wikt) - Strinu (wikt) - Strizu (wikt) - Stroe (wikt) - Stroea (wikt) - Stroescu (wikt) - Stroeștean (wikt) - Stroi (wikt) - Stroia (wikt) - Stroian (wikt) - Stroianof (wikt) - Stroică (wikt) - Stroici (wikt) - Stroie (wikt) - Stroiescu (wikt) - Stroieșteanu (wikt) - Stroilă (wikt) - Stroilescu (wikt) - Stroiu (wikt) - Stroiuleasa (wikt) - Stroja (wikt) - Stropșa (wikt) - Struc (wikt) - Strug (wikt) - Strugar (wikt) - Strugari (wikt) - Strugariu (wikt) - Strugaru (wikt) - Strugure (wikt) - Strugurel (wikt) - Strugurică (wikt) - Struguriu (wikt) - Struiu (wikt) - Strujan (wikt) - Strungă (wikt) - Strungariu (wikt) - Strungaru (wikt) - Strunilă (wikt) - Strunoiu (wikt) - Struparu (wikt) - Struț (wikt) - Struță (wikt) - Struțeanu (wikt) - Struțescu (wikt) - Struți (wikt) - Struțu (wikt) - Struz (wikt) - Studineanu (wikt) - Stuhuleț (wikt) - Stumbea (wikt) - Stupar (wikt) - Stupariu (wikt) - Stuparu (wikt) - Stupăruș (wikt) - Stupcanu (wikt) - Stupinean (wikt) - Stupineani (wikt) - Stupineanu (wikt) - Stupu (wikt) - Sturdza (wikt) - Sturz (wikt) - Sturza (wikt) - Sturzea (wikt) - Sturzi (wikt) - Sturzoiu (wikt) - Sturzu (wikt) | Su - Suărășan (wikt) - Subașa (wikt) - Subodie (wikt) - Subota (wikt) - Subțire (wikt) - Subțirel (wikt) - Subțirelu (wikt) - Subțirică (wikt) - Sucală (wikt) - Sucar (wikt) - Sucea (wikt) - Suceavă (wikt) - Suceu (wikt) - Suceveanu (wikt) - Suchici (wikt) - Suci (wikt) - Suciachi (wikt) - Suciaghi (wikt) - Sucigan (wikt) - Sucilă (wikt) - Sucilea (wikt) - Sucioaia (wikt) - Sucitu (wikt) - Suciu (wikt) - Suciuc (wikt) - Suciui (wikt) - Suciuia (wikt) - Suciuman (wikt) - Sucuturdean (wikt) - Suditi (wikt) - Suditu (wikt) - Sudrijan (wikt) - Sudriu (wikt) - Sufancă (wikt) - Suflea (wikt) - Suflețel (wikt) - Suhăianu (wikt) - Suhaleschi (wikt) - Suhar (wikt) - Suhăreanu (wikt) - Suharu (wikt) - Suhastru (wikt) - Suhonschi (wikt) - Suhoverschi (wikt) - Suici (wikt) - Suingiu (wikt) - Suiogan (wikt) - Suiugan (wikt) - Sulă (wikt) - Suleap (wikt) - Sulescu (wikt) - Sulică (wikt) - Suliciu (wikt) - Sulicu (wikt) - Sulima (wikt) - Suliman (wikt) - Sulina (wikt) - Sulincean (wikt) - Sulișteanu (wikt) - Suliță (wikt) - Sulițanu (wikt) - Sulițău (wikt) - Sulițiu (wikt) - Sultan (wikt) - Sultana (wikt) - Sultănescu (wikt) - Sultănoiu (wikt) - Sultanu (wikt) - Sulugiuc (wikt) - Suman (wikt) - Sumănar (wikt) - Sumănariu (wikt) - Sumănaru (wikt) - Sumbășacu (wikt) - Sumedrea (wikt) - Sumila (wikt) - Sumzuian (wikt) - Sunzuian (wikt) - Sunzuiana (wikt) - Sunzuiană (wikt) - Superceanu (wikt) - Supian (wikt) - Suplăcan (wikt) - Supțire (wikt) - Supuran (wikt) - Sur (wikt) - Surăianu (wikt) - Surău (wikt) - Surcaș (wikt) - Surcel (wikt) - Surchea (wikt) - Surcică (wikt) - Surculescu (wikt) - Surd (wikt) - Surdan (wikt) - Surdaș (wikt) - Surdea (wikt) - Surdeanu (wikt) - Surdescu (wikt) - Surdică (wikt) - Surdilă (wikt) - Surdoaea (wikt) - Surdoaei (wikt) - Surdoaia (wikt) - Surdoiu (wikt) - Surdu (wikt) - Surduc (wikt) - Surducan (wikt) - Surdulescu (wikt) - Suredescu (wikt) - Surenghin (wikt) - Surescu (wikt) - Surgiu (wikt) - Surjoca (wikt) - Surlă (wikt) - Surlaru (wikt) - Surlău (wikt) - Surlianu (wikt) - Surleac (wikt) - Surnic (wikt) - Surpanu (wikt) - Surpățeanu (wikt) - Surtica (wikt) - Suru (wikt) - Suruceanu (wikt) - Surucianu (wikt) - Surugiu (wikt) - Surujiu (wikt) - Surulescu (wikt) - Surupăceanu (wikt) - Surz (wikt) - Susa (wikt) - Susai (wikt) - Susan (wikt) - Susănescu (wikt) - Susani (wikt) - Susanu (wikt) - Susaru (wikt) - Suschevici (wikt) - Susciuc (wikt) - Susinschi (wikt) - Susu (wikt) - Sușnea (wikt) - Sutașu (wikt) - Sutca (wikt) - Suvăcuți (wikt) - Suveică (wikt) - Suvejanu (wikt) - Suvergel (wikt) - Suzeanu (wikt) - Suzoianu (wikt) | Sv - Svaicovschi (wikt) - Svâncu (wikt) - Svârlefus (wikt) - Sveică (wikt) - Svobodescu (wikt) |